# Boissières (Lot)
Boissières – miejscowość i gmina we Francji, w regionie Oksytania, w departamencie Lot.
Według danych na rok 1990 gminę zamieszkiwało 241 osób, a gęstość zaludnienia wynosiła 18 osób/km² (wśród 3020 gmin regionu Midi-Pireneje Boissières plasuje się na 822. miejscu pod względem liczby ludności, natomiast pod względem powierzchni na miejscu 862.).